# Universitatea Shenzhen
Universitatea Shenzhen (în chineză simplificată: 深圳大学; chineză tradițională: 深圳大學) este principală universitate publică din orașul Shenzhen, provincia Guangdong, China. Fondată în anul 1983, se află în districtul Nanshan și dispune de două campusuri, campusul Yuehai și campusul Lihu.

## Alumni renumiți
- Ma Huateng, antreprenor chinez, fondatorul Tencent.

## Fotografii ale campusului

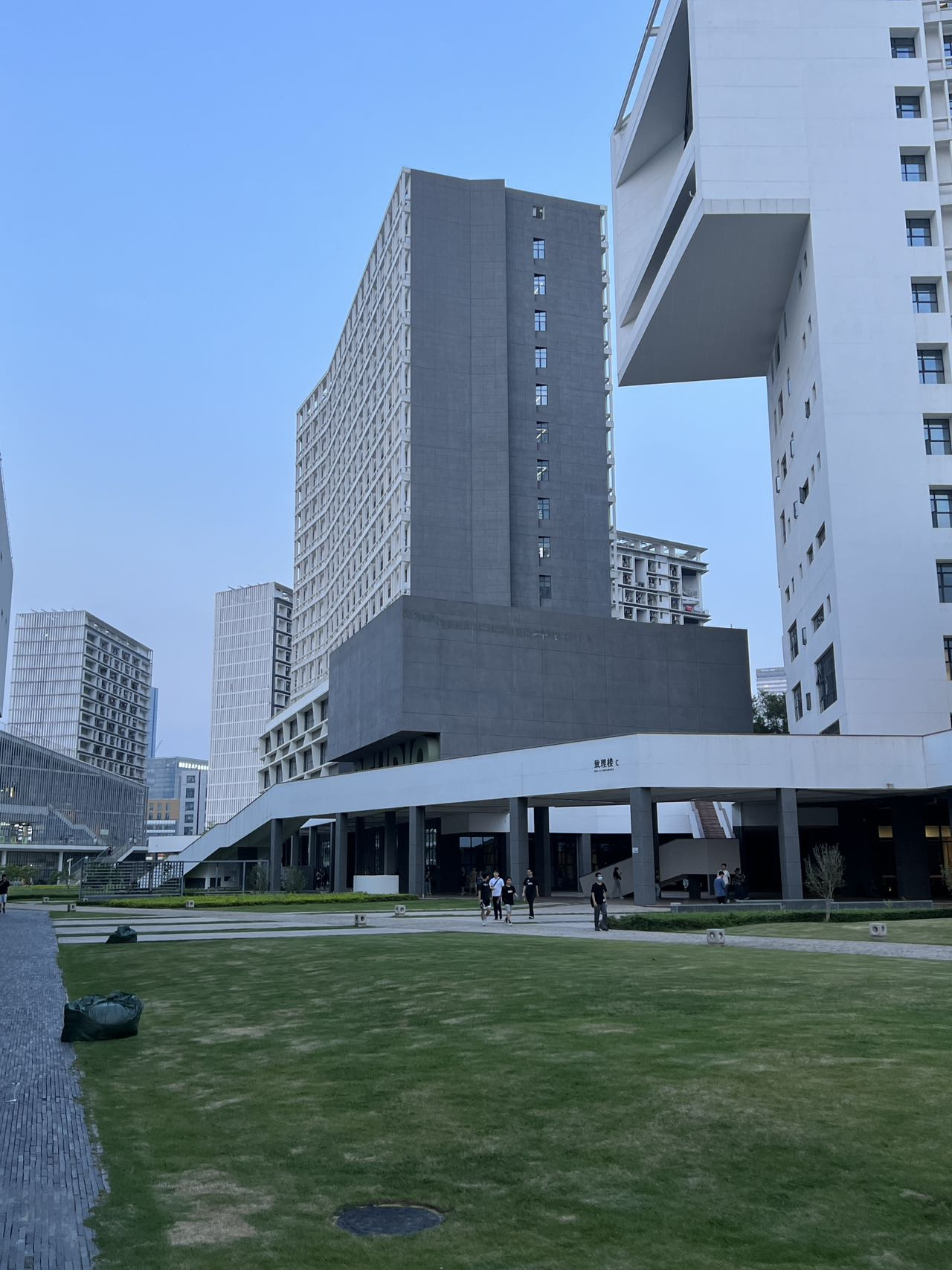
Zona Sud
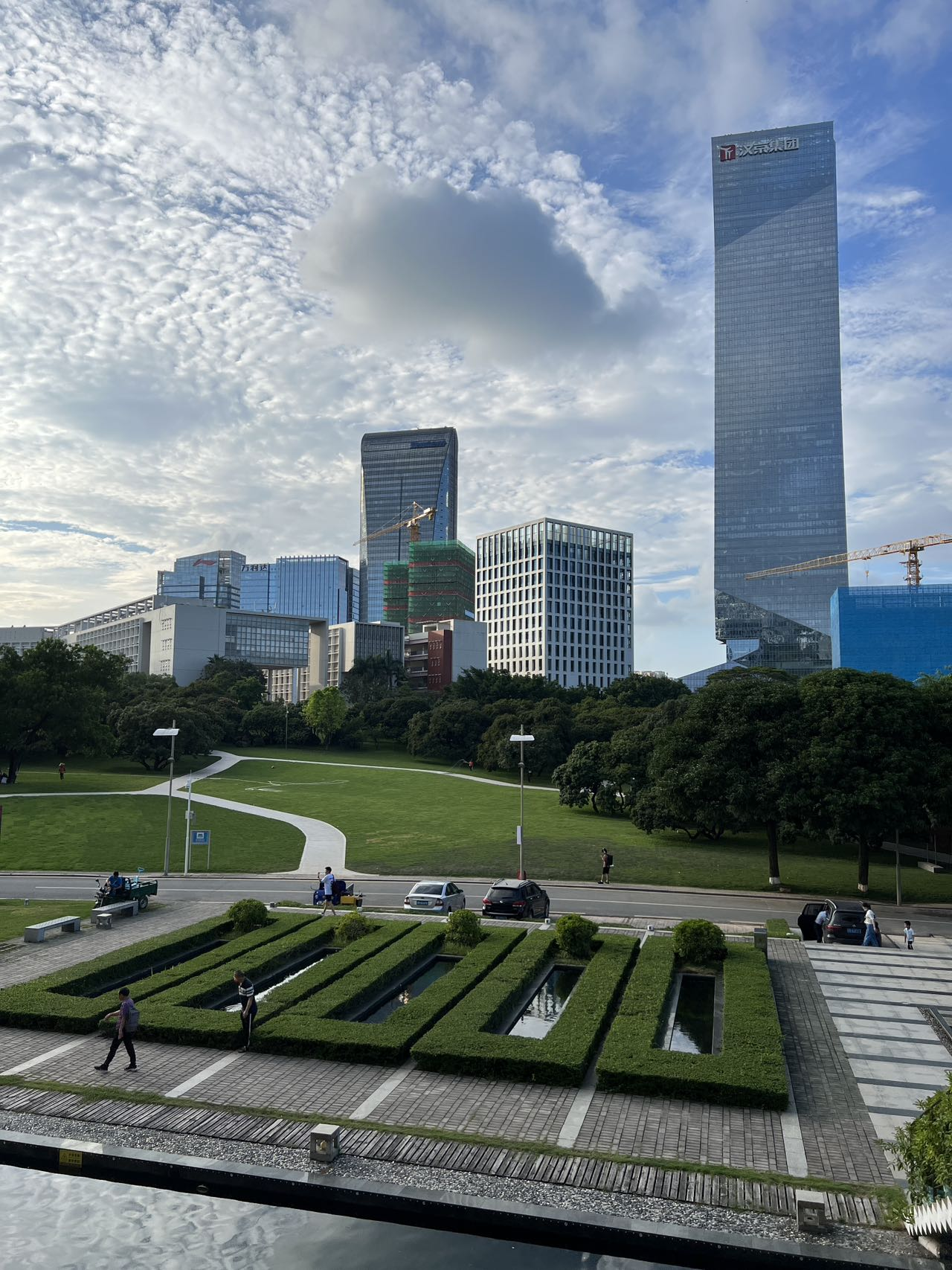
Clădirea Literelor
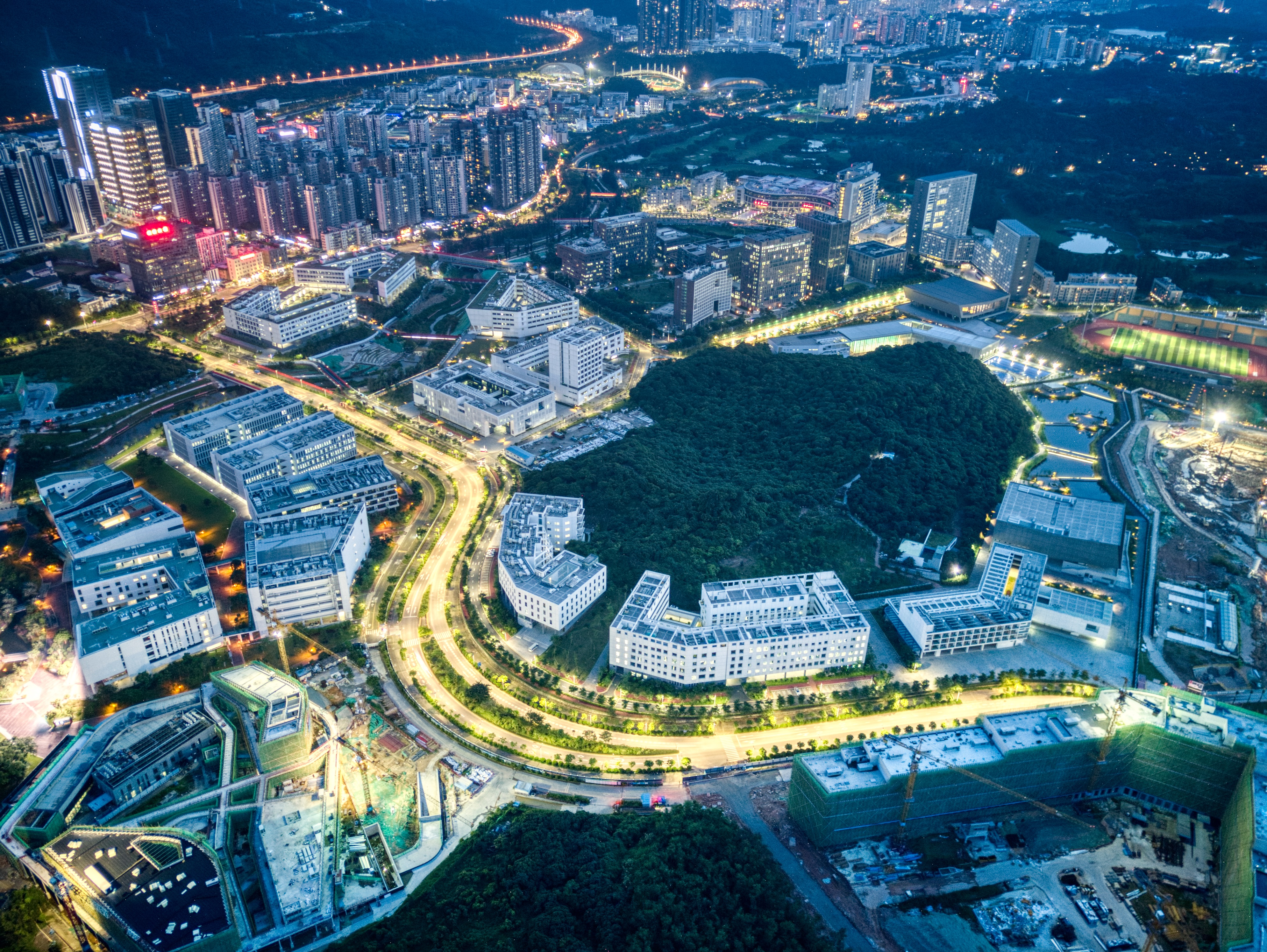
Vedere nocturnă
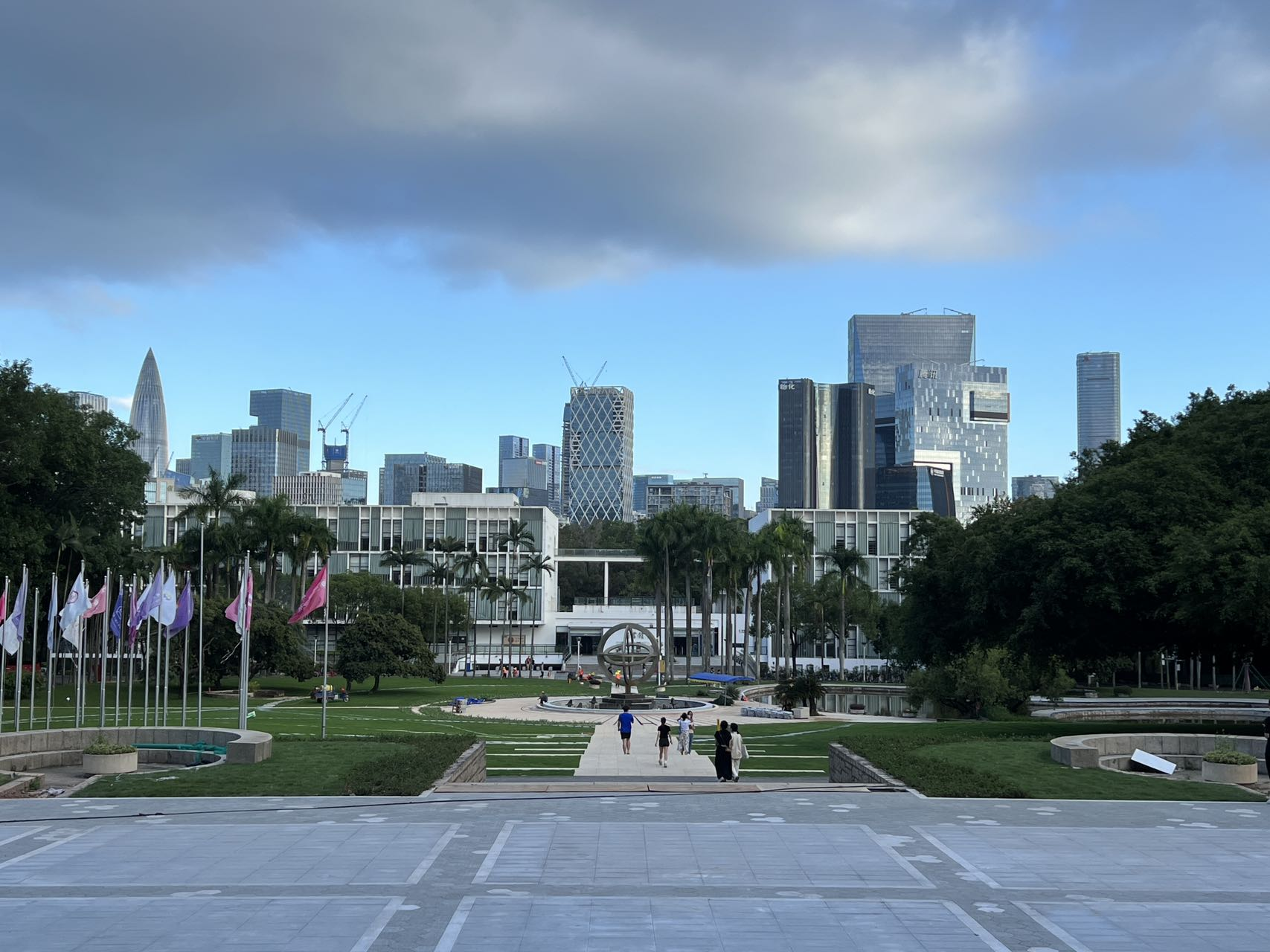
Biblioteca Sud